# Lepanthes caudatisepala
Lepanthes caudatisepala är en orkidéart som beskrevs av Charles Schweinfurth. Lepanthes caudatisepala ingår i släktet Lepanthes och familjen orkidéer. Inga underarter finns listade i Catalogue of Life.